# Larangan Slampar
Larangan Slampar is een bestuurslaag in het regentschap Pamekasan van de provincie Oost-Java, Indonesië. Larangan Slampar telt 4220 inwoners (volkstelling 2010).